# Nietige Dwergen
Nietige Dwergen (Engels: Petty-dwarves) zijn een groep Dwergen in J.R.R. Tolkiens fictieve wereld Midden-aarde. De Sindarijnse namen voor Nietige Dwergen zijn Noegyth Nibin en Nibin-Noeg. Een derde naam voor deze relatief kleine Dwergen is Nibin-Nogrim. Het woord Nogrim is verwant aan Naugrim, de algemene Sindarijnse naam voor Dwergen.
De Nietige Dwergen stammen uit verscheidene huizen van Dwergen, maar zijn lang voor de komst van de Mensen om onbekende redenen verbannen uit hun midden. Als eersten van de Dwergen zijn ze de Ered Luin overgestoken in de Eerste Era. Voor het ontstaan van Nogrod en Belegost in de Ered Luin en voor de komst van de Elfen in Beleriand hebben de Nietige Dwergen er vestingen gebouwd te Nargothrond en Amon Rûdh.
De Sindar, de Elfen die zich ook in Beleriand vestigen in de Eerste Era, zijn oorspronkelijk niet bekend met Dwergen. Wanneer ze de Nietige Dwergen tegenkomen, beschouwen ze de onbekende wezens als weinig meer dan lastige dieren en jagen ze op de Dwergen. Pas wanneer er contact ontstaat tussen de Sindar en de Dwergen van de Blauwe Bergen beseffen ze wat voor wezens ze bestreden hebben en laten ze de Nietige Dwergen meestal met rust. Maar tegen die tijd zijn de Nietige Dwergen alle Elfen hartgrondig gaan haten.
Er zijn enkele verschillen tussen Nietige Dwergen en gewone Dwergen; Nietige Dwergen zijn kleiner en veel onvriendelijker. Ze vertellen hun namen zonder voorbehoud aan vreemdelingen, terwijl andere Dwergen hun Khuzdulnamen en -taal tot elke prijs geheimhouden. Dit kan een reden zijn geweest voor de verbanning van de Nietige Dwergen.

## Mîm en zijn zonen
Tijdens de Jaren van de Zon, na de komst van de Noldor in Beleriand, zijn de Nietige Dwergen bijna uitgestorven. Het laatste overblijfsel van het volk wordt gevormd door Mîm en zijn zonen Ibûn en Khîm, die bij Amon Rûdh wonen.
In 486 ontmoette hij de vogelvrijen van Túrin Turambar en leidde hen naar de veilige bescherming van zijn geheime grotten. Het volgende jaar werd hij door orks gevangengenomen maar redde zijn leven door Túrin en zijn bende te verraden, waarna deze in een hinderlaag werden gelokt en uitgemoord.
Voor zijn vrijheid moest hij een hoge prijs betalen, want Mîms beide zoons werden gedood en Húrin, de vader van Túrin, achtervolgde de verrader van zijn zoon en doodde hem met een enkele slag. Hiermee stierven de Nietige Dwergen van Beleriand in het jaar 499 uit.